# Somme des températures pour prairie

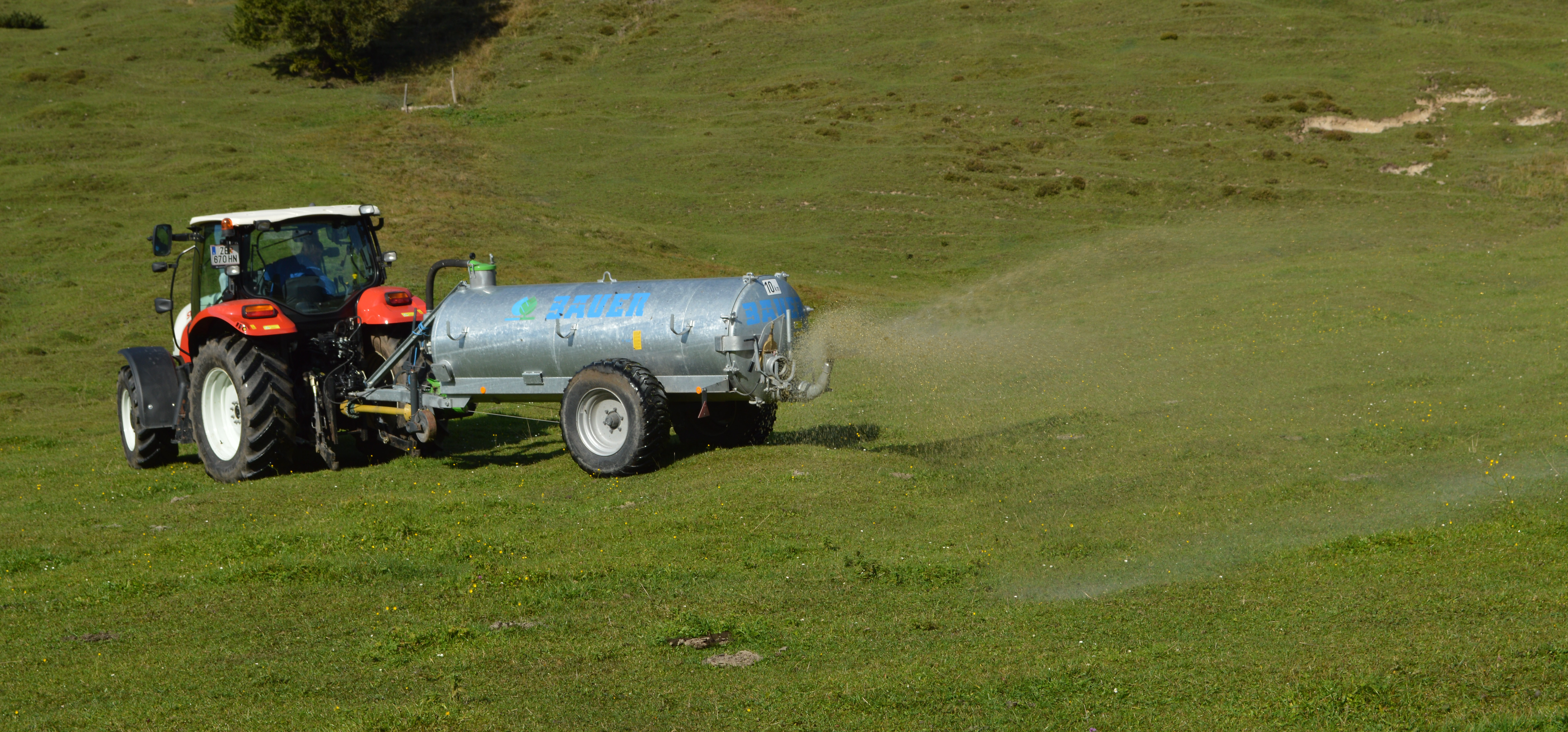
Apport de lisier sur prairie au printemps

La somme des températures pour prairies (ou règle des 200° C jours cumulées pour le premier apport d’azote) est dérivée du degré jour de croissance en météorologie agricole en Europe, pour obtenir la date de démarrage des travaux à la fin de l'hiver dans les prairies et pâturages.
Il s’agit pour un lieu donné, d’additionner dès le début de l’année, la moyenne journalière des températures positives. Le résultat est ensuite corrigé selon le mois ; c’est-à-dire multiplié par 0,5 en janvier et par 0,75 en février, puis par 1 (valeur complète) dès le mois de mars.
Dès l’obtention de la somme de 200 °C, le moment du départ durable de la végétation pour un lieu est atteint.
Seulement à partir de cette somme de températures, la prairie est capable d’absorber une fertilisation azotée. Les engrais apportés avant cette date ne pourront être absorbés par les plantes et risquent de se disperser par lixiviation. L’hiver favorise la lixiviation de l’azote sous forme de nitrate, et donc la pollution des eaux souterraines et potables, car c’est une période qui connait des précipitations importantes durant laquelle la nappe phréatique se renouvelle.